# 巴達洛沃
48°6′35″N 22°38′9″E / 48.10972°N 22.63583°E
巴達洛沃（烏克蘭語：Бадалово），是烏克蘭西部的村莊，隸屬外喀爾巴阡州的貝雷霍韋區。該村始建於1280年，面積1.14平方公里，海拔高度112米，2001年人口1,714，人口密度每平方公里1,499.56人。